# Олександр Потоцький (1798)
Граф Олександр Станіславович Потоцький (1798/або 1799, Тульчин — 1868, Дрезден) — військовий, емігрант і філантроп з польського роду Потоцьких.

## Біографія
Старший син магната графа Станіслава Щенсного Потоцького (1752—1805) від третього шлюбу з грецькою куртизанкою Софією Клявоне (1760—1822). Успадкував від батька історичні маєтки Умань і Софіївку (Царицин Сад).
У 1820 році Олександр був обманутий своїм молодшим братом Мечиславом, який прихопив їх родову резиденцію — Тульчин, яка по старшинству повиненна була відійти Олександру. Після смерті матері Олександр успадкував великі маєтки Потоцьких на Уманщини з центром в Софіївці.
У 1830 — 1831 роках брав участь в Листопадовому повстанні за об'єднання Польщі, за свої гроші зібрав кінний полк, але через хворобу не брав участі у військових діях. Після поразки польського повстання Олександр емігрував до Італії, а його майно в 1832 році за наказом царя Миколи I Павловича було конфісковано. Маючи кошти, вів благополучне життя в еміграції.
Придбавши саксонське громадянство, жив в Дрездені, але більшу частину року проводив у Римі та Неаполі. Займався благодійністю, до кінця життя був пов'язаний зі справою створення Польської держави. Був дружний із Зигмуном Красінським і поетом Юліушом Словацьким, останній в своїх листах висміював смак Потоцького до жінок високого зросту. Помер у віці 70 років в Дрездені, де і був похований, не залишивши після себе спадкоємців.